# 地天

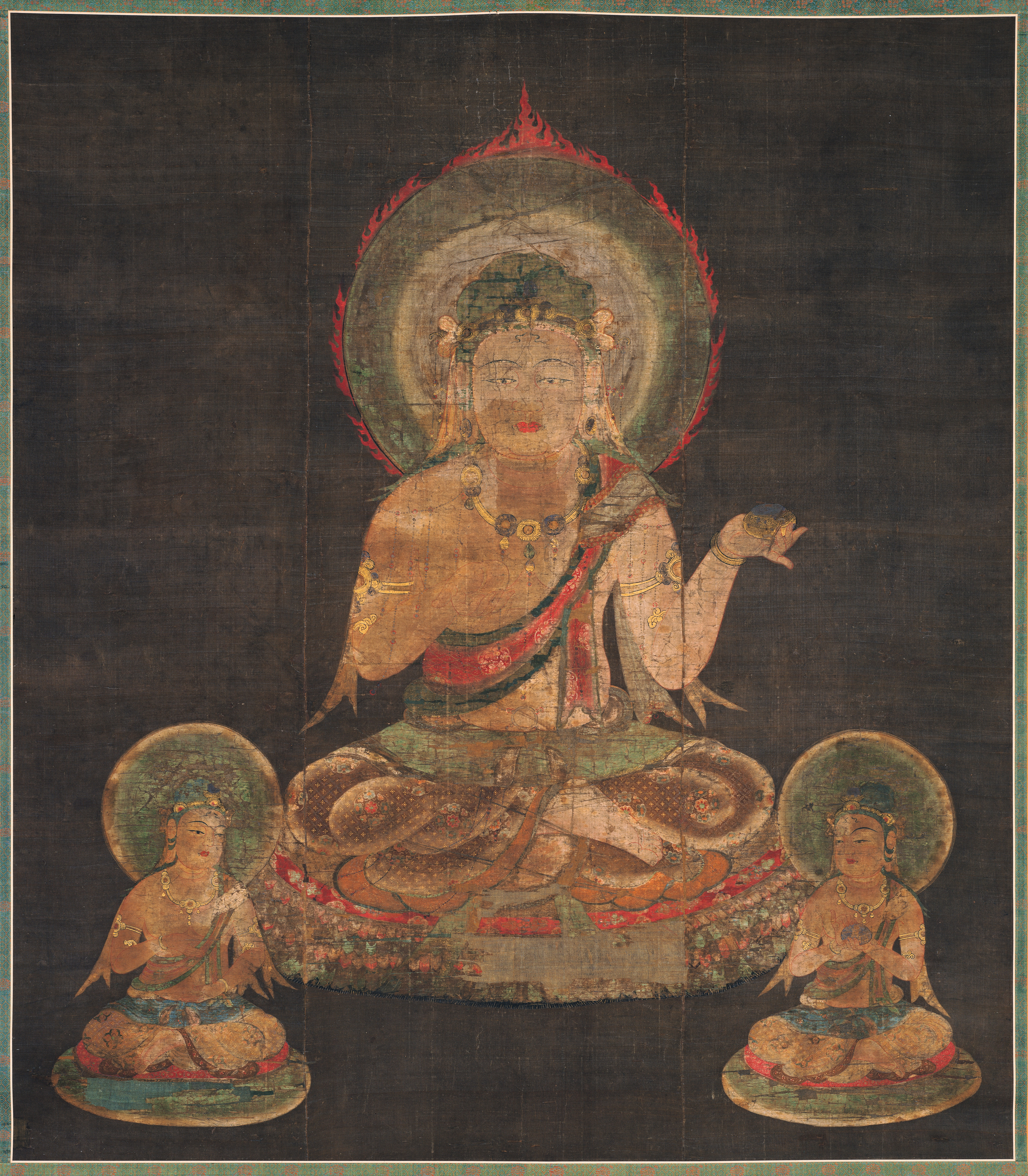

地天（じてん、skt：Pṛthvī、音写：鉢羅体吠など）は、仏教、特に密教における天部の一人で、十二天の一つ。大地をつかさどる女神であって、これが仏教に取り入れられたものである。堅牢地神（けんろうじしん、けんろうじじん）と呼ばれる場合もある。
多くは男神とされているが、「阿娑縛抄」ならびに古代インドでは女神であった。釈尊が菩提樹下で悟りを開く時、地下より湧出し、その証明を与えたともされている。形象としては、経典などにより異なるが腕は2本で持物は一定せず、后を伴うものがある。
胎蔵界曼荼羅では外金剛部院に男性神とその后が配列されている。その形像は肉色で男女共に女形をなし、男神は左手に鮮やかな華を盛った鉢を持っている。
この鉢は大地を表し、鮮華は諸物生成の徳を表すとされる。女神は右手を心臓、左手を股にあてる。『覚禅抄』には雲中に坐す姿とし、その他さまざまな異形がある。密教ではこの神を供養（地天供）して地鎮の法を修する。
『金光明王経』八堅牢地神品には、資材珍宝伏蔵及び、神通長年妙薬を求め、衆病を治癒医療する。
また怨敵を降伏させ、諸々の異論を制御せんとする時、浄室において道場を安置し、身を沐浴し、鮮潔の衣をまとい、草座の上にうずくまり、仏舎利尊像がある前、または舎利制底ある所にて、焼香・散華・飯食供養し、白月八日布灑星合する時に請召するとある。